# Gott ist größer als Elvis
Gott ist größer als Elvis (Originaltitel God Is the Bigger Elvis) ist ein US-amerikanischer Dokumentar-Kurzfilm von Rebecca Cammisa aus dem Jahr 2011. Die Erstausstrahlung der Dokumentation erfolgte im April 2012 auf dem Kabelsender HBO.
Am 24. Januar 2011 wurde der Dokumentarfilm für einen Oscar 2012 in der Kategorie Bester Dokumentar-Kurzfilm nominiert.

## Handlung
Thema der Dokumentation ist die Lebensgeschichte von Dolores Hart. Diese war Ende der 1950er bis Anfang der '60er Jahre Schauspielerin, wobei ihre bekannteste Rolle im Alter von 19 Jahren in ihrem Debütfilm Gold aus heißer Kehle an der Seite von Elvis Presley war. 1963 entschied sich Dolores Hart mit 25 Jahren dazu, Hollywood zu verlassen, Nonne in der benediktinischen Abtei „Regina Laudis“ in Betlehem (Connecticut) zu werden und ihr Leben Gott zu widmen.